# Стрэнд, Марк
Марк Стрэнд (англ. Mark Strand, 11 апреля 1934, Остров Принца Эдуарда — 29 ноября 2014, Бруклин, Нью-Йорк) — американский поэт, эссеист и переводчик. Поэт-лауреат США 1990 года.

## Биография
Родился в Саммерсайде на Острове Принца Эдварда (Канада), в еврейской семье. Отец был из Кливленда и рано остался сиротой; мать — из Нью-Йорка, выросла в Квебеке (первым браком была замужем за писавшим на идише поэтом Алексом Кацом). Юность провел в США, а также в Южной и Центральной Америке, где мать принимала участие в археологических экспедициях. В 1957 году получил степень бакалавра в Антиох Колледже, Огайо. Обучался живописи в Йельском университете и получил степень бакалавра искусств в 1959 году. В 1960—1961 годах был лауреатом стипендии Фулбрайта, в рамках этой программы изучая итальянскую поэзию 19-го века.
В следующем году посещал курс литературного творчества в группе для молодых писателей штата Айова и получил степень магистра искусств в том же году. В 1965 году читал лекции в Бразилии. Впоследствии преподавал во многих американских университетах и колледжах. С 1997 по 2005 год был профессором социологии в университете города Чикаго. С 2006 года — профессор английского языка и литературы в Колумбийском университете, Нью-Йорк.
В 1981 году был избран членом Американской Академии Словесности. В 1990 году стал поэтом-лауреатом США, в этой должности его в 1991 году сменил его друг Иосиф Бродский, впоследствии написавший эссе о творчестве Стрэнда, где он назвал его и Чарльза Симика «поэтами безмолвия». В 1999 году Стрэнд стал также лауреатом Пулитцеровской премии.
Стрэнд публиковал не только стихи, но и эссе и рассказы, а также переводы стихов Данте, Рафаэля Альберти, Карлоса Друммонда де Андраде. Он был редактором нескольких антологий современной поэзии.

### Книги стихов
- Sleeping with One Eye Open, Stone Wall Press, 1964
- Reasons for Moving: Poems, 1968
- Darker: Poems, включая «The New Poetry Handbook», 1970
- The Story of Our Lives, Atheneum, 1973
- The Sargentville Notebook, Burning Deck, 1973
- Elegy for My Father, Windhover, 1978
- The Late Hour, Atheneum, 1978
- Selected Poems, включая «Keeping Things Whole», Atheneum, 1980
- The Continuous Life, Knopf, 1990
- New Poems, 1990
- The Monument, Ecco Press, 1991
- Dark Harbor: A Poem, книга-поэма из 55 частей, Knopf, 1993
- Blizzard of One: Poems, Knopf, 1998 (удостоена Пулитцеровской премии 1999 года)
- Chicken, Shadow, Moon & More, с иллюстрациями автора, 1999
- «89 Clouds» — монопоэма, монотипы Wendy Mark, иллюстрации Thomas Hoving, ACA Galleries (New York), 1999
- Man and Camel, Knopf, 2006
- New Selected Poems, 2009

### Эссе и проза
- The Monument, Ecco, 1978
- The Art of the Real, критические эссе об искусстве, C. N. Potter, 1983
- Mr. and Mrs. Baby and Other Stories, рассказы, Knopf, 1985
- William Bailey, критические эссе об искусстве, Abrams, 1987
- Hopper, критические эссе об искусстве, Ecco Press, 1994
- The Weather of Words: Poetic Invention, Knopf, 2000